# Озерне (Куп'янський район)
Озерне́ — село в Україні, у Вільхуватській сільській громаді Куп'янського району Харківської області. Населення становить 20 осіб. До 2020 орган місцевого самоврядування — Рубленська сільська рада.

## Географія
Село Озерне знаходиться за 4 км від кордону з Росією, на відстані 2 км від сіл Рублене, Широке та Березники. На території села і поряд з ним багато джерел і пересихаючих струмків.

## Історія
12 червня 2020 року, відповідно до розпорядження Кабінету Міністрів України  № 725-р «Про визначення адміністративних центрів та затвердження територій територіальних громад Харківської області», увійшло до складу Вільхуватської сільської громади.
19 липня 2020 року, в результаті адміністративно - територіальної реформи та ліквідації Великобурлуцького району, село увійшло до складу Куп'янського району Харківської області.